# Xavier Legette
Anthony Xavier Legette (Mullins, 29 gennaio 2001) è un giocatore di football americano statunitense che milita nel ruolo di wide receiver per i Carolina Panthers della National Football League (NFL).

## Carriera universitaria
Nelle prime quattro stagioni a South Carolina, Legette disputò 41 partite, di cui 17 come titolare, con 42 ricezioni per 423 yard e 5 touchdown. Nell'ultimo anno, nel 2023, divenne il ricevitore principale della squadra. Chiuse con 1.255 yard ricevute e 7 touchdown su 71 ricezioni, incluso un primato personale di 217 yard ricevute nella gara contro Jacksonville State.

## Carriera professionistica

### Carolina Panthers
Legette fu scelto nel corso del primo giro (32º assoluto) del Draft NFL 2024 dai Carolina Panthers. Debuttò come professionista subentrando nella gara del primo turno persa contro i New Orleans Saints ricevendo 4 passaggi per 35 yard dal quarterback Bryce Young. La sua stagione da rookie si chiuse con 49 ricezioni per 497 yard e 4 touchdown in 16 presenze, 13 delle quali come titolare.